# Broșteni, Ialomița
Broșteni este un sat în comuna Ion Roată din județul Ialomița, Muntenia, România.

## Istorie
Satul Broșteni apare atestat documentar întâia oară în anul 1608, într-un hrisov al voievodului Radu Șerban, pentru ca în veacul următor, al XVIII-lea, să fie pomenită de mai multe ori moșia Broșteanca, întinsă din apa Ialomiței până la Brăgăreasa brăileană.
În primele decenii ale veacului al XlX-lea, pe teritoriul de astăzi al comunei Ion Roată se înșirau satele Slujitori sau Cioara, Broștenii Vechi și Noi.
Broștenii de azi sunt Broștenii Noi din urmă cu aproape două veacuri, comunitate sătească ce păstrează un ansamblu istoric și arhitectonic inedit.